# La Lobera, Michoacán de Ocampo
La Lobera är en ort i Mexiko.   Den ligger i kommunen Santa Ana Maya och delstaten Michoacán de Ocampo, i den centrala delen av landet, 210 km väster om huvudstaden Mexico City. La Lobera ligger 1 839 meter över havet och antalet invånare är 634.
Terrängen runt La Lobera är platt åt sydväst, men åt nordost är den kuperad. Runt La Lobera är det ganska tätbefolkat, med 166 invånare per kvadratkilometer. Närmaste större samhälle är Uriangato, 16,5 km nordväst om La Lobera.